# Bang Lang-Staudamm
Der Bang-Lang-Staudamm (Thai: เขื่อนบางลาง) liegt in der süd-thailändischen Provinz Yala und ist der erste Vielzweck-Staudamm im Süden des Landes. Er dient zur Bewässerung, zur Verhinderung von Überschwemmungen und zur Erzeugung von 1.275 kW elektrischer Leistung.

## Lage
Der Bang-Lang-Staudamm befindet sich in Ban Bang Lang, Gemeinde (Tambon) Bacho, Landkreis (Amphoe) Bannang Sata an der Fernstraße 410, etwa 60 Kilometer von der  Stadt Yala entfernt.  Er wird von der thailändischen Elektrizitätsbehörde EGAT (Electricity Generating Authority of Thailand) betrieben.
Der Staudamm am Fluss Pattani ist von malerischen Bergen der Malaiischen Halbinsel umgeben.

## Einrichtungen
Die Staumauer des Bang-Lang-Staudamms ist etwa 85 Meter hoch, während die Mauerkrone ca. 422 Meter lang ist. Das Fassungsvermögen des Reservoirs liegt bei 1,42 Milliarden Kubikmeter. Der Stausee kann mit Booten erkundet werden.
Nahe dem Staudamm befinden sich Blockhütten, in denen man übernachten kann.

## Geschichte
Der Bau des Bang-Lang-Staudammes wurde am 3. April 1973 genehmigt. Die Arbeiten begannen im Juli 1976 und dauerten bis in den Juni 1981. Am 27. September 1981 wurde der Damm dann in Anwesenheit von König Bhumibol Adulyadej (Rama IX.) feierlich eröffnet. Er bildet den ersten Vielzweck-Staudamm (multi–purpose dam) im Süden des Landes und ist bis heute der Staudamm mit dem größten Fassungsvermögen in Yala.